# 大白熊熱戀中
《大白熊熱戀中》由日本漫畫家所作的日本漫畫作品。於《月刊Comic Gene》2015年7月號雜誌上持續連載至今。
本作是以狩獵者和獵物之間所展開的北極熊與海豹男同性戀愛主題作品。

## 登場角色
海豹君
配音：花江夏樹
對於白熊先生的求愛發言，時常感到害怕而顫抖不已。還只是個海豹寶寶，渾身雪白，體型圓潤。
白熊先生
配音：梅原裕一郎
雖然性別相同但是種族與海豹君不同，但卻對牠一見鐘情。滿心滿眼都是海豹君，最喜歡海豹君。
凱西
配音：柿原徹也
愛著虎鯨，稱虎鯨為darling。來自南極的企鵝，性格跳脫。自稱女孩子，但實際上性別為雄性。喜歡的類型是強壯的男人。
虎鯨
配音：大谷亮平
被凱西喜歡著，但時常反駁凱西說他們是戀人，說只是熟人而已。位於食物鏈的頂點，個性沉默。喜歡的類型是文靜的大和撫子。

## 出版書籍
- 《大白熊熱戀中》KADOKAWA〈MF COMICS（日语：MFコミックス） Gene系列〉，已出版5冊（截至2021年12月27日）

| 冊數 | Media Factory  | Media Factory                                           | 台灣角川       | 台灣角川              |
| 冊數 | 發售日期       | ISBN                                                    | 發售日期       | ISBN                  |
| ---- | -------------- | ------------------------------------------------------- | -------------- | --------------------- |
| 1    | 2016年1月27日  | ISBN 978-4-04-067892-4                                  | 2016年11月17日 | ISBN 978-986-473361-3 |
| 2    | 2016年8月27日  | ISBN 978-4-04-068528-1 ISBN 978-4-04-068529-8（限定版） | 2017年6月26日  | ISBN 978-986-473668-3 |
| 3    | 2017年3月27日  | ISBN 978-4-04-069091-9 ISBN 978-4-04-068914-2（限定版） | 2017年12月21日 | ISBN 978-986-473987-5 |
| 4    | 2018年4月27日  | ISBN 978-4-04-069830-4 ISBN 978-4-04-069833-5（限定版） | 2019年2月13日  | ISBN 978-957-564776-6 |
| 5    | 2021年12月27日 | ISBN 978-4-04-680956-8                                  | 2023年1月18日  |                       |

## 劇場動畫
本作於2017年3月4日在全國大約50家電影院播出上映之前的預告片。每部短片時間大約1分鐘。3月1日曾於YouTube上先行公開動畫短片。

### 製作團隊
- 原作－「大白熊熱戀中」
- 導演、劇本－市川量也
- 音響監督－山田陽（日语：山田陽）
- 製作－Gathering
- 製作幹事－松竹Navi、KADOKAWA[17]

### 主題曲
主要歌曲
Scenarioart
使用曲
Scenarioart

### 各話列表
| 話數  | 日文標題 | 中文標題    | 上映日  | 配信日         |
| ----- | -------- | ----------- | ------- | -------------- |
| 第0話 |          | 邂逅        |         | 2017年 3月1日  |
| 第1話 |          | 交錯        | 3月4日  | 7月1日         |
| 第2話 |          | 要吃掉的話  | 5月13日 | 8月1日         |
| 第3話 |          | 誤會        | 7月1日  | 9月1日         |
| 第4話 |          | 不安        | 9月4日  | 11月4日        |
| 第5話 |          | 星星        |         | 2018年 1月15日 |
| 第6話 |          | 食物鏈      |         | 3月1日         |
| 第7話 |          | 一對的      |         | 5月4日         |
| 第8話 |          | 好痛苦（1） |         | 7月6日         |
| 第9話 |          | 好痛苦（2） |         | 9月7日         |

| 日文標題 | 中文標題 | 配信日          |
| -------- | -------- | --------------- |
|          | 冰咚     | 2017年 10月13日 |
|          | 愛的重量 | 12月1日         |
|          | 正確答案 | 2018年 2月1日   |

## 外部連結
- 動畫「大白熊熱戀中」官方網站 （页面存档备份，存于） （日語）
- 大白熊熱戀中官方的X（前Twitter） （日語）